# 元治
元治（、旧仮名遣: げんぢ）は、日本の元号の一つ。文久の後、慶応の前。大化以降226番目、242個目の元号。1864年から1865年までの期間。この時代の天皇は孝明天皇。江戸幕府将軍は徳川家茂。

## 改元
- 文久4年2月20日：（グレゴリオ暦1864年3月27日） 讖緯説に基づく甲子革令の年に当たるため改元。
- 元治2年4月7日（グレゴリオ暦1865年5月1日）： 慶応に改元。

### 経緯
改元の議論は前年11月から始まっており、折りしも将軍徳川家茂の上洛と重なった。朝廷は「令徳」を希望し、次案に「元治」を提案した。即ち、松平慶永（春嶽）の『逸事史補』によると二条斉敬より幕府に相談された書付には令徳に●がつけられていた。令徳とは徳川に令するであり、元治とは元にて治る、つまり王代になさんとの意味也と二条城の老中部屋では眉を顰めた。春嶽は天下の政権は御所にあり幕府は覇府なりと笑い、その上で（日本の）元号に用いる文字はそれまで使われた文字を用いるのが習いであり「令」の字はこの例にあてはまらない。古来用いられたかどうかは定かではないが元治の方が穏当と意見を述べた。令徳に反対していた一橋慶喜と老中は春嶽に二条斉敬と中川宮への応接を依頼し、春嶽は同じ意見を両者へ開陳して了解を得た。朝廷も「元治」で同意したことにより採用された。後に春嶽は「実に今にて考ふれば、小児争いの如し」と回顧した。改元の儀式には京都守護職松平容保と京都所司代稲葉正邦が幕府代表として招かれた事が記録されている。
なお、この時採用されなかった「令徳」の「令」の字は、155年後の2019年5月1日に改元された「令和」において元号として初めて用いられた。

## 元治年間の出来事
- 元治元年（1864年-1865年）
  - 3月：水戸天狗党挙兵
  - 6月5日（1864年7月8日）：池田屋事件
  - 7月19日（8月20日）：禁門の変
  - 8月5日（9月5日）：四国連合艦隊下関砲撃事件
  - 12月15日（1865年1月12日）：功山寺挙兵

## 誕生
- 元年： 田中義一（第5代立憲政友会総裁、第26代内閣総理大臣）
- 元年： 明石元二郎（第7代台湾総督、陸軍大将）
- 元年： 池田菊苗（化学者、L-グルタミン酸ナトリウムの発見者）
- 元年： 河合操（陸軍大将）
- 元年： 津田梅子（教育者、女子英學塾（後の津田塾大学）創立者）
- 2年： 山下義韶（柔道家、講道館四天王の1人にして初代十段取得者）
- 2年： 小川正孝（化学者）

## 死去
- 元年： 堀田正睦（下総国佐倉藩5代藩主）
- 元年： 宮部鼎蔵（熊本藩士）
- 元年： 久坂玄瑞（長州藩士）
- 元年： 真木保臣（久留米藩士）
- 元年： 宮部春蔵（熊本藩士、宮部鼎蔵の弟）
- 元年： 宍戸真澂（萩藩士）
- 元年： 歌川国貞（浮世絵師）

## 西暦との対照表
※は小の月を示す。
| 元治元年（甲子） | 一月※     | 二月※ | 三月  | 四月※ | 五月  | 六月※  | 七月  | 八月 | 九月 | 十月※ | 十一月 | 十二月※ |           |
| ---------------- | --------- | ----- | ----- | ----- | ----- | ------ | ----- | ---- | ---- | ----- | ------ | ------- | --------- |
| グレゴリオ暦     | 1864/2/8  | 3/8   | 4/6   | 5/6   | 6/4   | 7/4    | 8/2   | 9/1  | 10/1 | 10/31 | 11/29  | 12/29   |           |
| ユリウス暦       | 1864/1/27 | 2/25  | 3/25  | 4/24  | 5/23  | 6/22   | 7/21  | 8/20 | 9/19 | 10/19 | 11/17  | 12/17   |           |
| 元治二年（乙丑） | 一月      | 二月※ | 三月※ | 四月  | 五月※ | 閏五月 | 六月※ | 七月 | 八月 | 九月※ | 十月   | 十一月  | 十二月※   |
| グレゴリオ暦     | 1865/1/27 | 2/26  | 3/27  | 4/25  | 5/25  | 6/23   | 7/23  | 8/21 | 9/20 | 10/20 | 11/18  | 12/18   | 1866/1/17 |
| ユリウス暦       | 1865/1/15 | 2/14  | 3/15  | 4/13  | 5/13  | 6/11   | 7/11  | 8/9  | 9/8  | 10/8  | 11/6   | 12/6    | 1866/1/5  |